# Мин-Булак (Баткенская область)
Мин-Булак (кирг. Миң-Булак) — село в Баткенском районе Баткенской области Кыргызстана. Входит в состав Аксайского айылного аймака.

## География
Село расположено в центральной части области, к востоку от реки Исфара, на расстоянии приблизительно 17 километров (по прямой) к юго-западу от города Баткена, административного центра области и района.

## История
Населённый пункт получил статус села 2 августа 2019 года.

## Население
Согласно оценочным данным Национального статистического комитета Кыргызской Республики, численность населения села на начало 2023 года составляла 995 человек.
| год     | 2020 | 2021 | 2023 |
| ------- | ---- | ---- | ---- |
| человек | 745  | 767  | 995  |